# Lepidozamia
Lepidozamia är ett släkte av kärlväxter. Lepidozamia ingår i familjen Zamiaceae.
Kladogram enligt Catalogue of Life:
| Lepidozamia | \| \| Lepidozamia hopei \| \| \| \| \| \| Lepidozamia peroffskyana \| \| \| \| |
|             | \| \| Lepidozamia hopei \| \| \| \| \| \| Lepidozamia peroffskyana \| \| \| \| |
|             | Ceratozamia                                                                    |
|             |                                                                                |
|             | Chigua                                                                         |
|             |                                                                                |
|             | Dioon                                                                          |
|             |                                                                                |
|             | Encephalartos                                                                  |
|             |                                                                                |
|             | Macrozamia                                                                     |
|             |                                                                                |
|             | Microcycas                                                                     |
|             |                                                                                |
|             | Zamia                                                                          |
|             |                                                                                |
|             | Lepidozamia hopei                                                              |
|             |                                                                                |
|             | Lepidozamia peroffskyana                                                       |
|             |                                                                                |

|  | Lepidozamia hopei        |
|  |                          |
|  | Lepidozamia peroffskyana |
|  |                          |